# Mündungsfeuerdämpfer

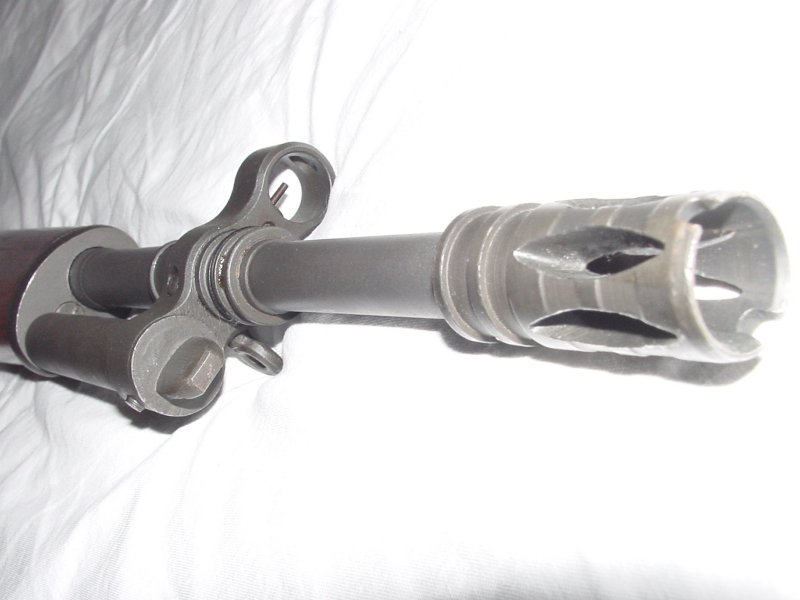
Mündungsfeuerdämpfer eines Karabiners Santa Barbara FR 8

Der Mündungsfeuerdämpfer oder Feuerscheindämpfer ist ein Bauteil an der Laufmündung von Gewehren und anderen Handfeuerwaffen, das das Mündungsfeuer seitlich aus der Schussrichtung ablenkt und so den Schützen weniger blendet. 

## Funktion

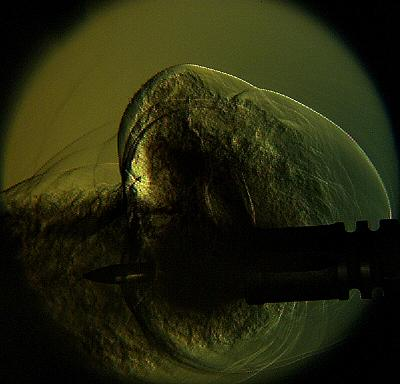
Schlierenfoto zeigt Druckgradienten bei einem Mündungsfeuerdämpfer eines M16

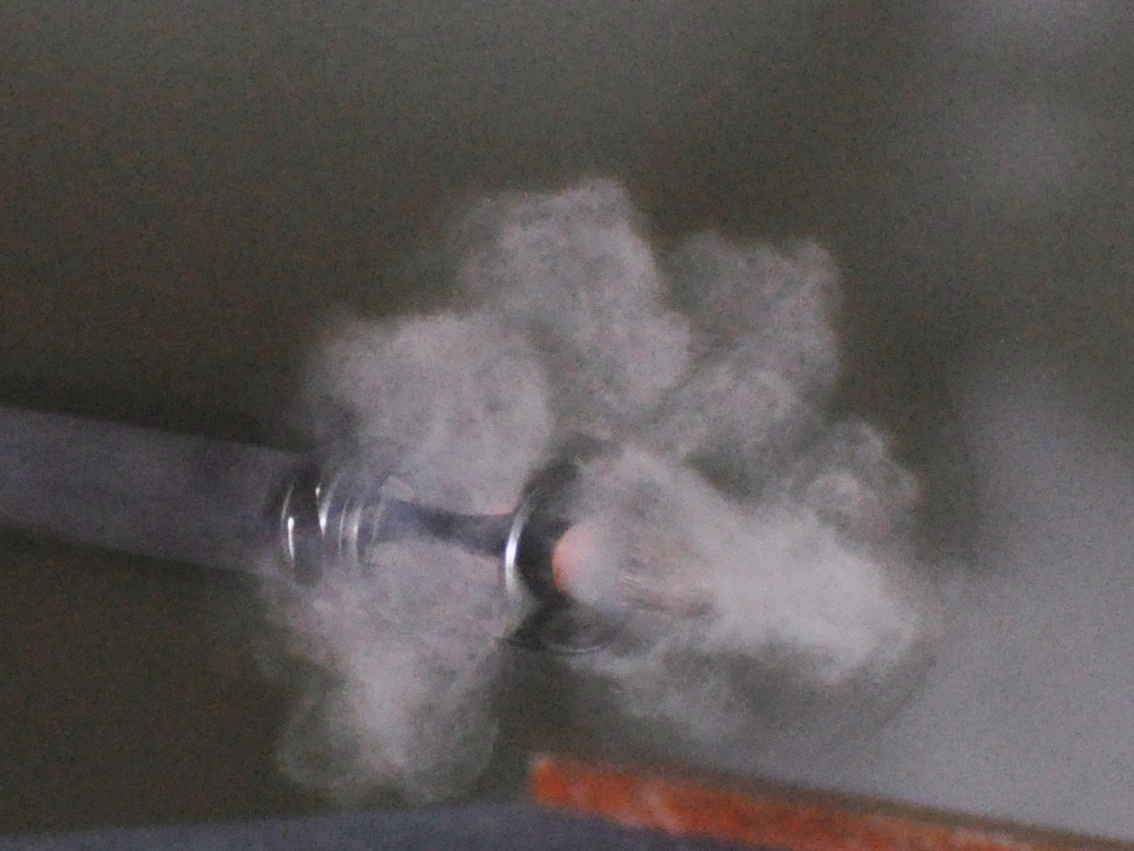
Funktion

Im Gegensatz zu einer Mündungsbremse verringert ein Mündungsfeuerdämpfer nicht den Rückstoß der Waffe und im Gegensatz zum Kompensator nicht den Hochschlag bzw. das seitliche Auswandern der Waffe, sondern erschwert die optische Ortung des Schützen und reduziert die Blendwirkung des Mündungsfeuers vor allem bei Nacht. Dies ermöglicht bzw. verbessert die Nutzung von Nachtsichtgeräten. Allerdings sind Mündungsfeuerdämpfer in einigen Fällen asymmetrisch geformt, um auch eine Teilwirkung als Kompensator zu entfalten.
Mündungsfeuerdämpfer sind oft so gestaltet, dass sie als Schießbecher zum Verschießen von Gewehrgranaten geeignet sind. Außerdem erschweren sie das Eindringen von Fremdkörpern in den Lauf. Einige Mündungsfeuerdämpfer haben an der Vorderseite Aussparungen, womit Draht fixiert werden kann, welcher durch das Abfeuern einer Patrone getrennt werden kann (Drahtschneider).

## Aufbau
Der Mündungsfeuerdämpfer besteht oft aus einer Metallhülse, die an der Laufmündung aufgeschraubt ist. Ihr Innendurchmesser ist geringfügig größer als das Geschosskaliber. Diese Hülse hat seitlich mehrere Öffnungsschlitze, die das Entweichen der Verbrennungsgase des Treibsatzes in mehrere Richtungen ermöglicht.

## Wirkungsweise
Pulver verbrennt bei sehr hohen Temperaturen und Drücken. Das dabei erzeugte Gas verlässt den Lauf an der Mündung als eine sich ausdehnende Gasblase. Bei dieser Temperatur ist das Gas weißglühend und für den Menschen sichtbar. Diese Gasblase expandiert zu schnell, um sich mit kühler Umgebungsluft zu durchmischen. Hier setzt der Feuerscheindämpfer an. Durch Erzeugung von Turbulenzen wird die heiße Gasblase mit kühler Luft durchmischt, dadurch die Oberfläche der Gase verringert und wiederum die Photonen-Emission im sichtbaren Bereich reduziert oder sogar gänzlich eliminiert.

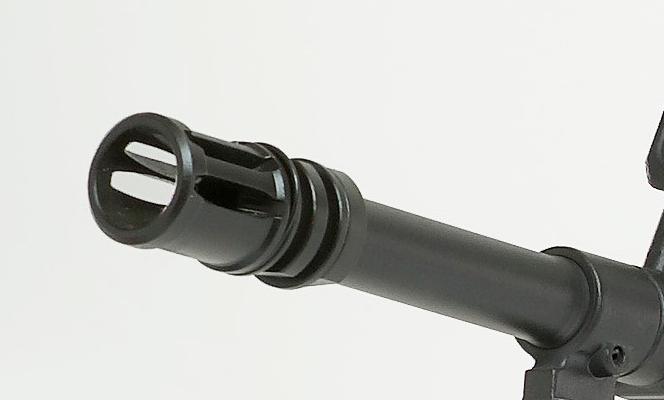
Kombination aus Kompensator und Mündungsfeuerdämpfer
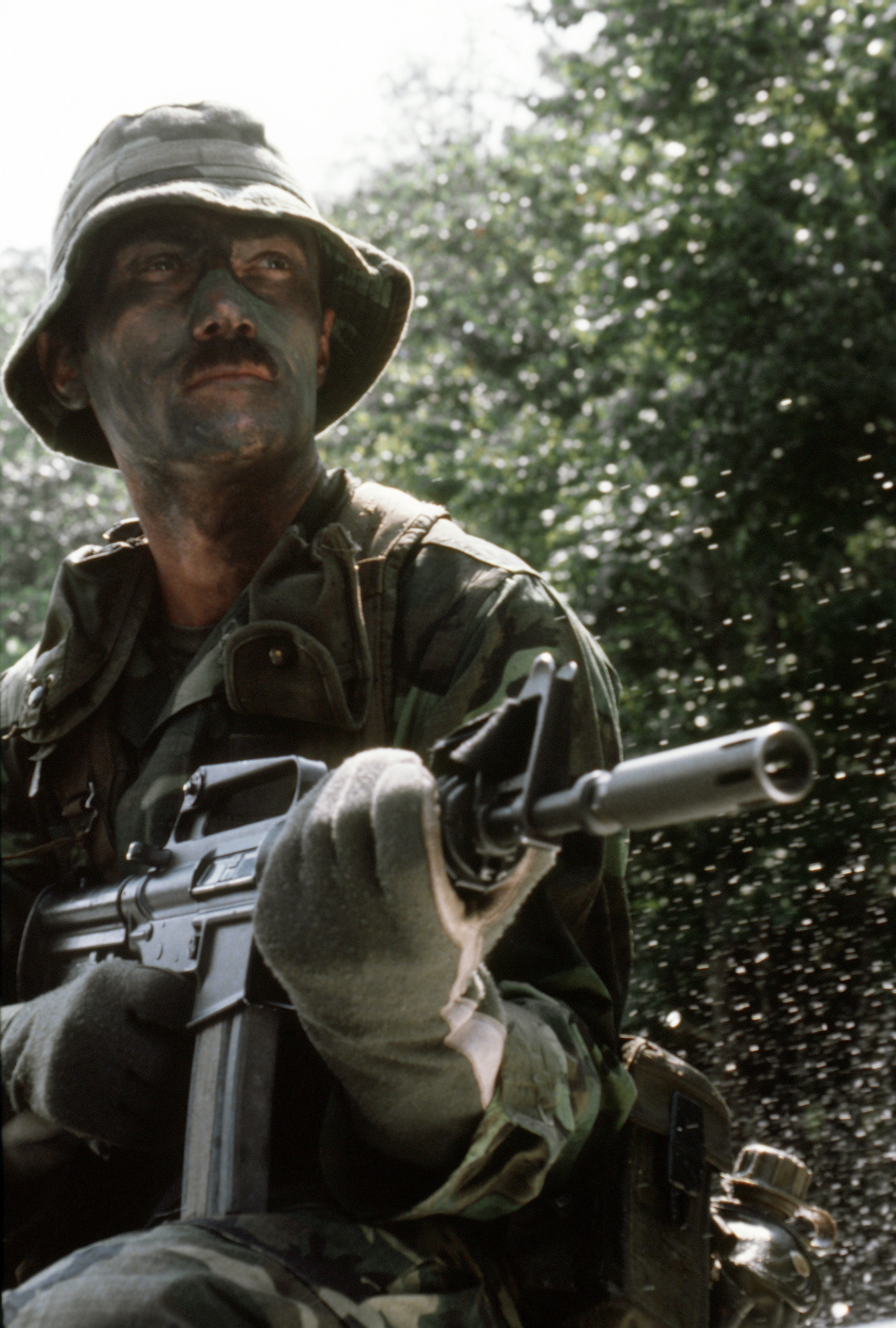
CAR-15 mit großem Mündungsfeuerdämpfer aufgrund des kurzen Laufs
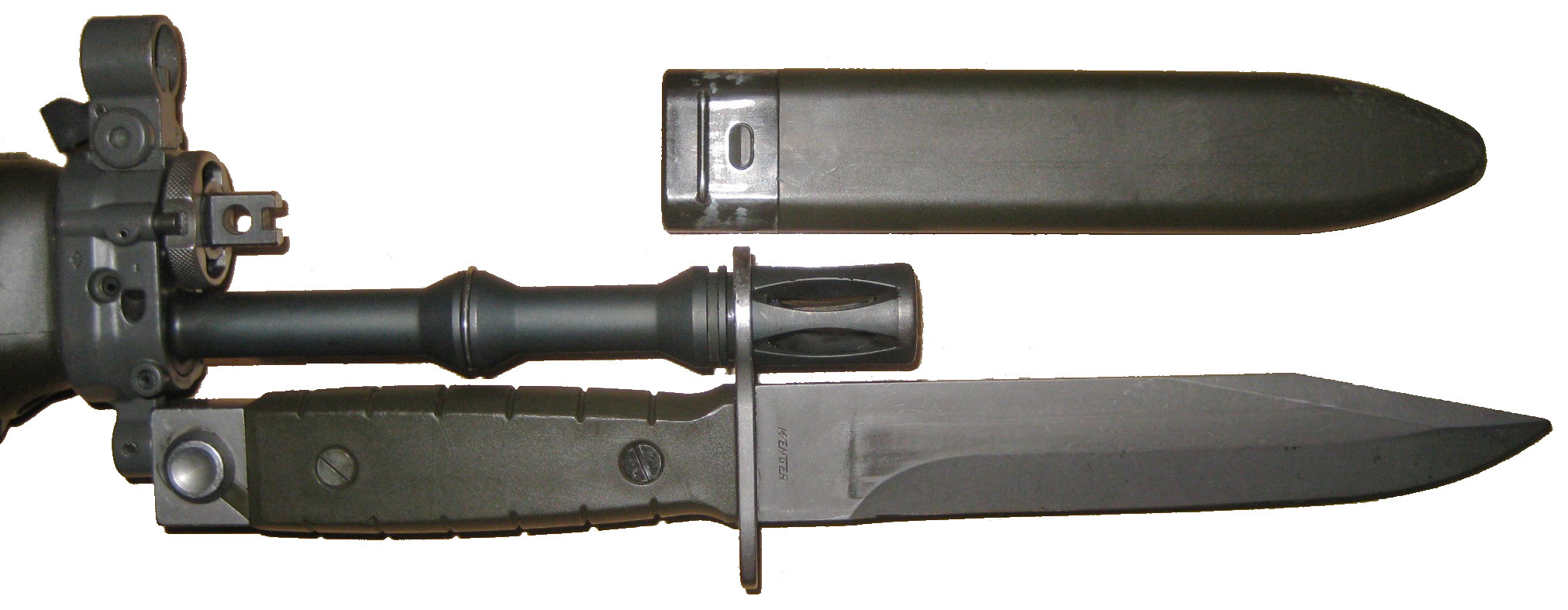
Mündungsfeuerdämpfer des SIG 550: geeignet zum Verschießen von Gewehrgranaten und zum Aufpflanzen von Bajonetten
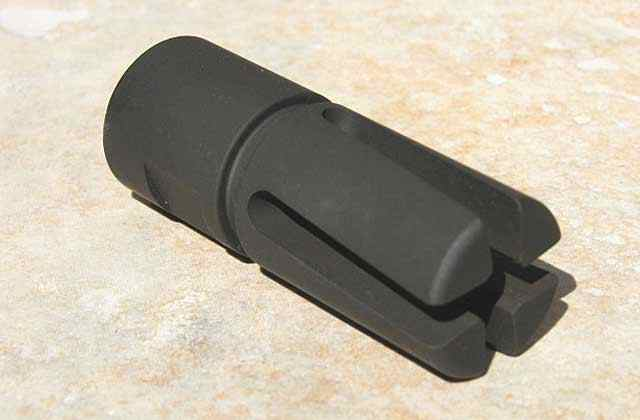
Vortex-Mündungsfeuerdämpfer
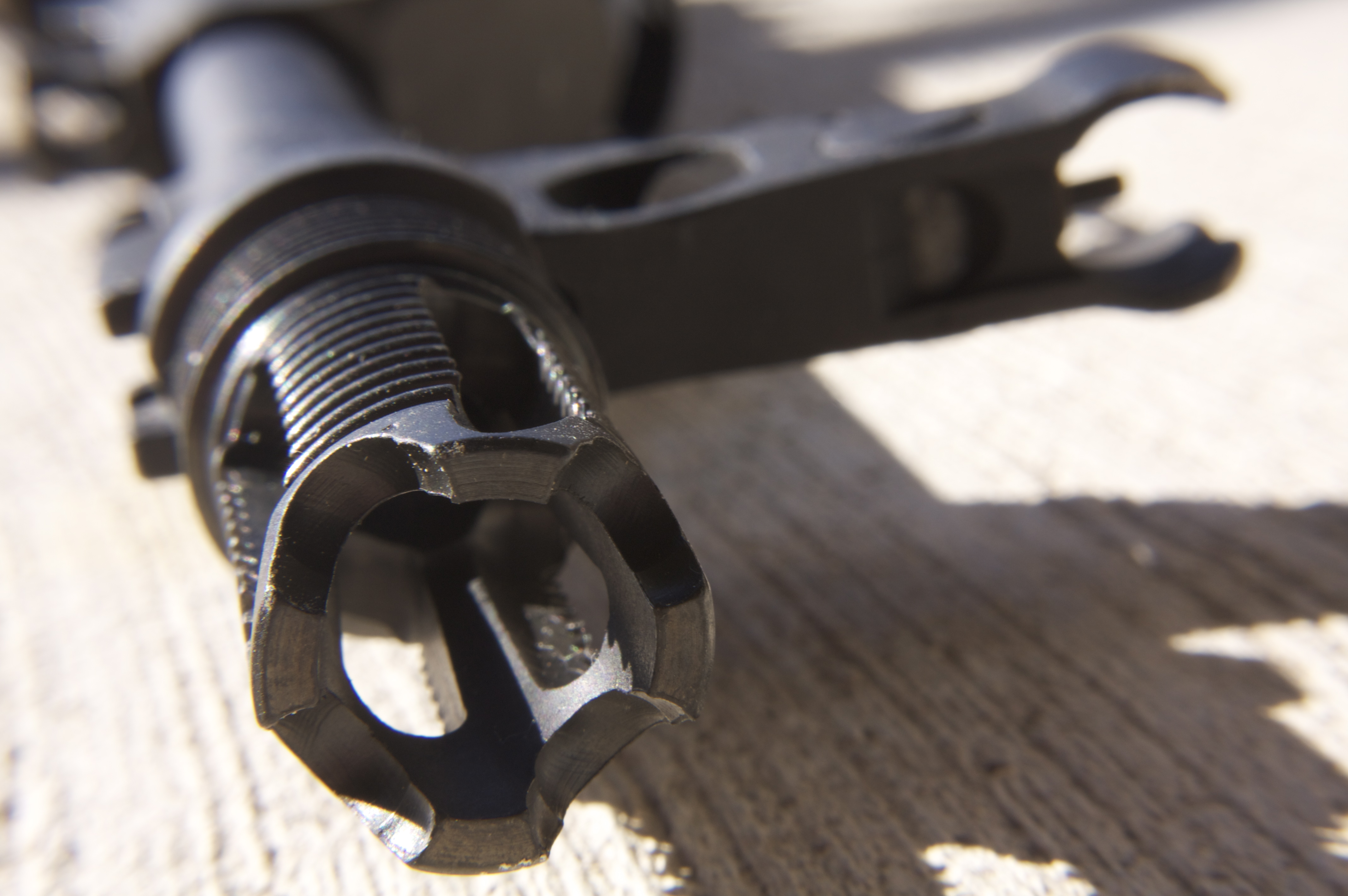
Mündungsfeuerdämpfer mit Gewinde zum Aufschrauben eines Schalldämpfers
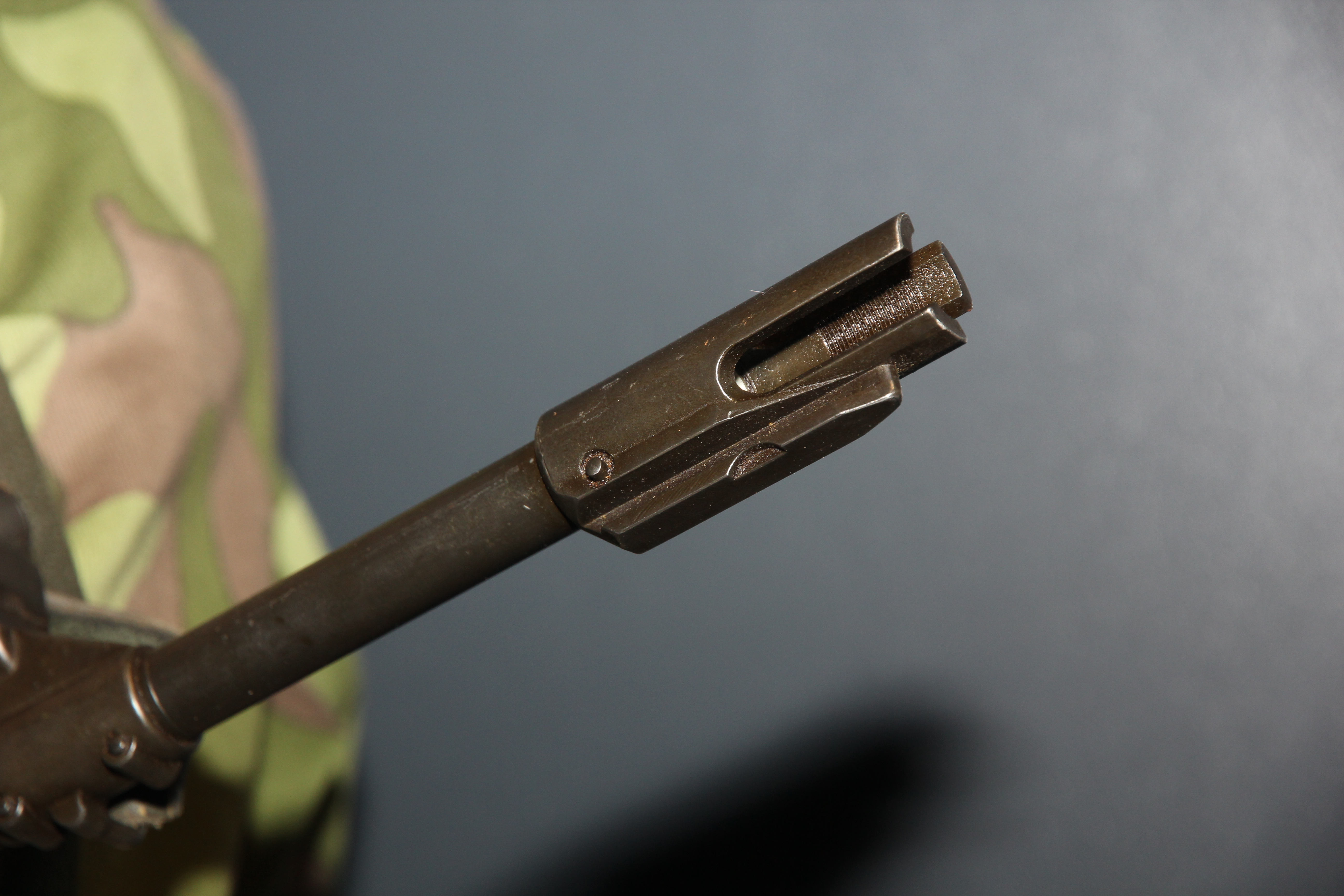
Mündungsfeuerdämpfer, an dem ein Bajonett befestigt werden kann